# Joe Jackson (manager)
Joseph Walter Jackson, anche conosciuto come Joe Jackson (Fountain Hill, 26 luglio 1928 – Las Vegas, 27 giugno 2018), è stato un dirigente d'azienda, musicista e chitarrista statunitense.
In gioventù fece parte di un piccolo complesso musicale chiamato "The Falcons" insieme al fratello Luther, ma guadagnò la fama per essere stato il padre dei nove fratelli Jackson, tutti attivi internazionalmente nel mondo della musica, per diversi dei quali, i Jackson 5, Janet, Michael e La Toya Jackson, svolse la funzione di manager.
Nel 2011 fu ammesso all'Arkansas Black Hall of Fame, nel 2014 alla Rhythm and Blues Music Hall of Fame con un "Premio alla carriera" e l'anno successivo fu premiato con il "Rhythm & Blues 2015 Humanitarian Award".

## Biografia
Joseph "Joe" Walter Jackson nacque il 26 luglio 1928 (secondo l'Arkansas Black Hall of Fame e il libro My Family, The Jacksons della moglie Katherine Scrouse il suo anno di nascita sarebbe invece il 1929) da Samuel Joseph Jackson (22 aprile 1893 – 31 ottobre 1993), un insegnante di scuola, e Crystal Lee King (26 maggio 1907 – 4 novembre 1992), a Fountain Hill, Arkansas, e fu il più anziano di cinque fratelli.
La famiglia di Joe aveva origini africane per linea femminile e native americane per linea maschile e la Bibbia era l'unico strumento di educazione. Nelle sue memorie, The Jacksons, Joe racconta che il padre era severo e faticava a dimostrare il proprio affetto e descrive se stesso come «un bambino solo che aveva pochi amici». Samuel era figlio di Israel Nero Jackson (1838–1934), uno schiavo a sua volta figlio di Jack July Gale (nato ca. 1800, da cui derivò il cognome "Jackson"), un indiano Choctaw che lavorava nella piantagione della famiglia Gale, unitosi a una schiava nera.
Dopo il divorzio dei propri genitori, quando Joseph aveva dodici anni, sua madre, due fratelli e la sorella si trasferirono a East Chicago, una periferia di Chicago, Indiana, mentre lui si spostò con il padre a Oakland, California. Sei anni dopo il padre si risposò e il giovane Joe raggiunse la madre e i fratelli a East Chicago.
Qui trovò presto un lavoro nell'acciaieria Inland Steel Company, ma non terminò le scuole superiori.
In questa città cominciò a inseguire il sogno di diventare un pugile professionista e ottenne successo nel "Golden Gloves Program".
Nello stesso periodo conobbe la diciassettenne Katherine Scruse, che viveva in quella città e frequentava la Washington High School.
Joe a quel tempo si era già sposato con un'altra donna, Isophine Bernice Atkinson Turner Maye, ma aveva divorziato da quasi un anno quando cominciò a incontrare regolarmente Katherine.
I due si sposarono il 5 novembre 1949, dopo sei mesi di fidanzamento; nel gennaio 1950 comprarono una piccola casa di mattoni con due camere da letto e un bagno al 2300 di Jackson Street vicino a East Chicago, a Gary, Indiana, e vi andarono a vivere. La loro prima figlia, Rebbie Jackson, nacque quattro mesi dopo, il 29 maggio 1950.
Ancora impiegato alla Inland Steel Company, Jackson abbandonò le sue speranze di diventare un pugile professionista e passò a lavorare a tempo pieno come gruista nella stessa azienda per poter sostentare la famiglia; successivamente trovò anche un secondo impiego part time alla American Foundries, a East Chicago. Sua moglie Katherine, invece, si occupava della famiglia in crescita; alla fine degli anni cinquanta anche lei iniziò a lavorare, con un'occupazione part time alla Sears, a Gary.
La coppia ebbe in totale dieci figli, uno dei quali, Brandon (fratello gemello di Marlon Jackson), morì subito dopo la nascita.
All'inizio degli anni cinquanta, per un breve periodo, Joseph aveva anche fatto parte di un gruppo musicale blues amatoriale, i Falcons (da non confondere con la stessa band di Detroit), suonando la chitarra. Il complesso, però, non aveva mai ottenuto un contratto discografico e si era sciolto dopo che uno dei suoi membri, Thornton "Pookie" Hudson, aveva fondato la sua band personale nel 1952, gli Spaniels, divenuta poi famosa nel genere doo wop.

### Carriera
All'inizio degli anni sessanta, dopo essersi accorto del talento per la musica dei tre figli maschi maggiori Jackie, Tito e Jermaine, Joe decise di formare un gruppo musicale denominato "The Jackson Brothers" e cominciò a sottoporli a lunghe e intense prove. Successivamente vi aggiunse i due figli maschi più piccoli, Marlon e Michael, con Michael ad occupare la posizione vocale di maggiore rilievo, e la band cambiò nome in "The Jackson 5". Joe fu il principale promotore delle loro carriere artistiche, svolgendone la funzione di manager. Dapprima il complesso si esibì nei concorsi per giovani talenti nelle scuole dell'Indiana, vincendone diversi, ma dopo un paio di anni passò ai locali, fino ad approdare al rinomato Apollo Theater a Harlem, New York.
Il 21 novembre 1967 Joe riuscì ad ottenere il loro primo contratto discografico con l'etichetta Steeltown Records di Gary, il cui proprietario e presidente era Gordon Keith. Il primo singolo del gruppo fu Big Boy (31 gennaio 1968), che fu un successo nell'area Chicago-Gary e che fu seguito da altri tre singoli tra il 1968 e il 1969.
A marzo 1969 Jackson ottenne un contratto con la Motown di Detroit di Berry Gordy, per la quale i figli avevano fatto un provino, e si trasferì con i cinque figli in California lasciando a Gary la moglie con le figlie Rebbie e La Toya e i fratelli più piccoli Randy e Janet. Per la Motown i fratelli, con la supervisione di Joe, registrarono il loro primo album in studio, Diana Ross Presents the Jackson 5 (dicembre 1969), anticipato dal singolo I Want You Back (7 ottobre 1969, posizione numero 1 nella classifica di Billboard) e seguito dai singoli ABC (1970, numero 1), The Love You Save (1970, numero 1) e I'll Be There (1970, numero 1), con i quali divennero il primo gruppo a piazzare i primi quattro singoli consecutivi alla numero uno di Billboard e vendettero 10 milioni di copie in 10 mesi stabilendo un record mondiale, guadagnando fama nazionale e divenendo i primi teen idol afroamericani conosciuti a livello internazionale. Nel 1973, allo scopo di rafforzare il suo controllo, Joseph fece esibire la sua famiglia, inclusi il figlio maschio più piccolo Randy e le figlie Rebbie, La Toya e Janet, nei casinò e nei villaggi turistici di Las Vegas, ispirato dal successo della simile famiglia Osmonds. Fondò anche una sua etichetta, la Ivory Tower International Records, con la quale mise sotto contratto artisti ai quali faceva da manager e che accompagnarono i Jackson 5 in un tour internazionale nel 1974 come gruppi spalla.

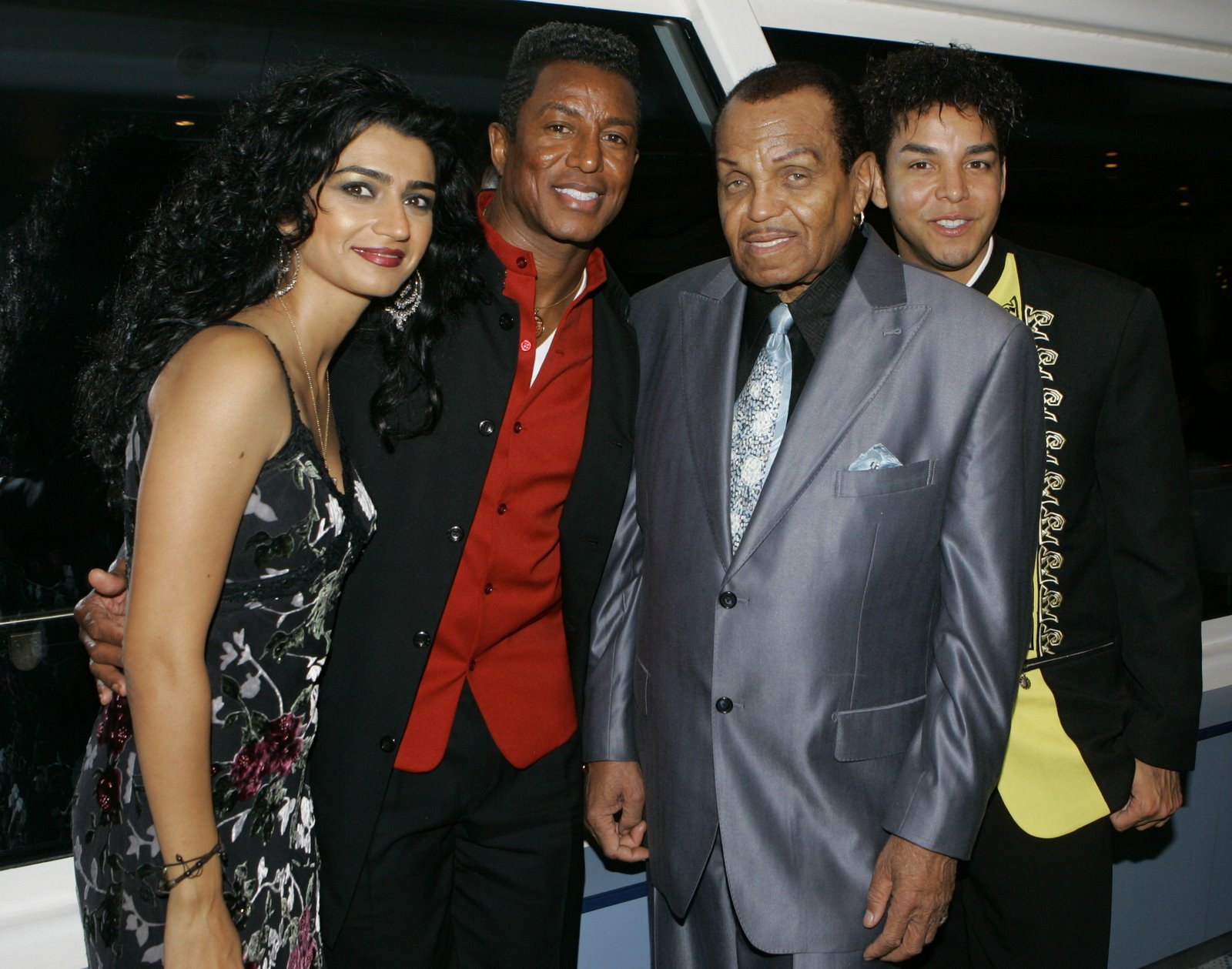
Halima Rashid (quarta moglie di Jermaine), Jermaine Jackson, Joe Jackson e suo nipote Taj Jackson, figlio di Tito Jackson, nel 2007.

Nel 1975 tutti i fratelli Jackson, con l'eccezione di Jermaine, che si era nel frattempo sposato con la figlia di Berry Gordy e aveva iniziato una carriera solista, lasciarono la Motown e firmarono un contratto molto più remunerativo con la Epic Records, che permetteva anche ai musicisti di produrre le loro canzoni. La Motown trattenne il marchio "The Jackson 5", cosicché nel 1976, al momento dell'uscita di un nuovo album, la band adottò il nuovo nome di "The Jacksons". A Jermaine subentrò il minore dei fratelli maschi, Randy, e Joe da allora in poi si occupò anche delle loro tournée. Nel corso del biennio 1976-1977 Joe fu tra i produttori del The Jacksons TV Show, un programma di varietà televisivo che vedeva i suoi figli e le sue figlie (tranne Jermaine) protagonisti assoluti, ispirato ai recenti show dei fratelli a Las Vegas. 
Nel 1978 Randy pubblicò anche il suo primo singolo da solista, How Can I Be Sure, con l'etichetta del padre.
Nel 1982 Joseph avviò la figlia minore Janet a una carriera come cantante solista all'età di 16 anni facendole da manager, procurandole un contratto con la A&M Records e finanziando e supervisionando la registrazione dei suoi primi due album.
Il primo dei fratelli Jackson a smettere di avvalersi del padre come manager fu Michael, che inizialmente fece co-gestire i suoi affari ai manager Ron Weisner e Freddy DeMann e in seguito, a partire dal 1984, ormai affermatosi anche come cantante solista dopo il successo di Thriller, decise di far gestire i propri interessi finanziari all'avvocato John Branca e assunse come proprio manager personale Frank DiLeo, aprendo però in questo modo un periodo di tensioni nella casa di Encino, dove buona parte della famiglia viveva. Nel 1984, Joe fu tra i manager e promoter dell'ultimo tour dei fratelli Jackson al completo, il Victory Tour, che ebbe un grandissimo successo. Joseph ricoprì lo stesso ruolo anche nella carriera della figlia La Toya. Dopo che quest'ultima lo sostituì con il suo allora marito, l'impresario e manager Jack Gordon, per Joe la carriera come manager andò via via scemando.
Negli anni Novanta tentò più volte di organizzare, con raro successo, delle reunion dei Jacksons; vi riuscì solo nel 1994, organizzando una serata di gala a Las Vegas, chiamata The Jackson Family Honors, alla quale parteciparono tutti i familiari, inclusi Michael e Janet, con la sola esclusione di La Toya. Nel 1995 accompagnò tre dei suoi nipoti, i figli di Tito Jackson, che formavano il gruppo musicale dei 3T, in un tour promozionale in giro per l'Europa.
Il suo ultimo progetto, il Joe Jackson's Hip-Hop Boot Camp del 2005, fu una serie di audizioni per scegliere il miglior rapper degli Stati Uniti e lanciarlo nel mondo della musica. Uno degli obiettivi principali di questo progetto era quello di incoraggiare i musicisti hip-hop a non usare volgarità e violenza nei loro testi.
Dopo la morte di Michael Jackson, avvenuta il 25 giugno 2009, Joe fece alcune apparizioni pubbliche e televisive, in particolare nei reality show che vedevano protagonisti i suoi figli e i suoi nipoti, come il The Jacksons: A Family Dynasty (2009-2010), Life with La Toya (2013-2014) e The Jacksons: Next Generation (2015-2016).

### Problemi di salute e morte
Nel 2012 Jackson ebbe un lieve infarto mentre si trovava nella sua abitazione a Las Vegas. Il 27 luglio 2015 fu colto da un altro infarto e da una aritmia cardiaca e ricoverato in gravi condizioni presso l'Albert Einstein Hospital di San Paolo, Brasile, dove si trovava per festeggiare il suo 87º compleanno. Nel 2016 fu ricoverato per febbre alta e l'anno successivo per un incidente d'auto. 
Nel 2017 morì suo fratello Lawrence, con il quale aveva suonato da giovane nei Falcons.
Dopo un ictus e tre attacchi cardiaci i medici gli impiantarono un pacemaker. A giugno 2018 fu di nuovo in ospedale per un cancro terminale al pancreas. Il 24 dello stesso mese scrisse il suo ultimo messaggio su Twitter, lasciando intendere che era a conoscenza del fatto che gli restavano ormai pochi giorni di vita:
(Joe Jackson su Twitter il 24 giugno 2018)
Joe Jackson morì tre giorni dopo, il 27 giugno 2018, un mese prima del suo 90º compleanno.

## Riconoscimenti
Nel 2011 fu ammesso all'Arkansas Black Hall of Fame, nel 2014 alla Rhythm and Blues Music Hall of Fame con un "Premio alla carriera" e l'anno successivo fu premiato con il "Rhythm & Blues 2015 Humanitarian Award".

## Vita personale
Joe ebbe dieci figli con la moglie Katherine Scruse e una figlia dalla relazione extraconiugale con Cheryl Ann Terrell:
- Maureen Reillette "Rebbie" Jackson, nata il 29 maggio 1950;
- Sigmund Esco "Jackie" Jackson, nato il 4 maggio 1951;
- Toriano Adaryll "Tito" Jackson, nato il 15 ottobre 1953 e morto il 15 settembre 2024;
- Jermaine La Jaune Jackson, nato l'11 dicembre 1954;
- LaToya Yvonne Jackson, nata il 29 maggio 1956;
- Marlon David Jackson, nato il 12 marzo 1957;
- Brandon Jackson, gemello di Marlon, nato il 12 marzo 1957 e morto poche ore dopo il parto;
- Michael Joseph Jackson, nato il 29 agosto 1958 e morto il 25 giugno 2009;
- Steven Randall "Randy" Jackson, nato il 29 ottobre 1961;
- Janet Damita Jo Jackson, nata il 16 maggio 1966;
- Joh'Vonnie Jackson, nata il 30 agosto 1974 (con Cheryl Ann Terrell).

## Controversie

### Presunte violenze sui figli
Nel corso degli anni alcuni dei figli di Joe Jackson, in particolare Michael e La Toya, sottolinearono la durezza dell'educazione che il padre impartiva loro. Michael ne parlò dapprima nell'autobiografia Moonwalk del 1988 e poi in varie altre occasioni, tra cui in un'intervista condotta da Oprah Winfrey nel 1993 e in alcune interviste con Martin Bashir per il documentario Living with Michael Jackson del 2003. Il cantante raccontò che, quando il padre era il loro manager, li obbligava a chiamarlo con il suo nome completo "Joseph" e non consentiva loro di chiamarlo "papà" o con appellativi simili, usava violenza fisica, verbale e psicologica nei loro confronti ad ogni errore che commettevano, li picchiava con la cintura o qualsiasi altro oggetto gli capitasse sotto mano per punirli e li sottoponeva a prove faticose e interminabili prima dei concerti e durante le sessioni di registrazione in studio; lo stesso Michael, però, ammise anche che quella disciplina severa giocò un ruolo molto importante nel raggiungimento del suo successo e nel renderlo un perfezionista. Joseph, da parte propria, ammise di aver punito a volte i suoi figli con schiaffi o colpi di cintura, ma sostenne di non averlo fatto a caso e di non aver mai usato alcun oggetto troppo offensivo e che non si poteva dire che li avesse realmente picchiati.
La moglie Katherine lo difese sempre, minimizzando, cercando di giustificarlo e spiegando ai media che le frustate con la cinghia e le punizioni fisiche erano una forma di educazione comune a quell'epoca. I fratelli Jackie, Tito, Jermaine e Marlon altrettanto minimizzarono o negarono che reali violenze fossero mai avvenute. Janet dichiarò solo che il padre era molto protettivo verso i suoi figli, in particolare verso le tre figlie femmine, impedendo loro di frequentare i propri fidanzati (portandole ad abbandonare tutte e tre la casa familiare non appena compiuti i 18 anni), e che Joe era stato molto "duro" solo per impedire che i figli finissero in qualche gang per le strade o che si ritrovassero a fare una vita misera come lo era stata la sua. L'unica figlia femmina di Joseph ad aver parlato di suoi presunti abusi fisici fu La Toya, che negli anni Ottanta e Novanta arrivò persino a parlare di presunti abusi sessuali che il padre avrebbe esercitato su di lei a partire dall'età di 11 anni, per poi ritrattare completamente negli anni successivi.
Nonostante le presunte violenze, Michael onorò il padre con una festa annuale detta "Joseph Jackson Day" presso il suo Neverland Ranch. Nel 2001, durante un discorso all'Università di Oxford, disse di averlo perdonato, sottolineando che l'educazione ricevuta dal padre nel profondo sud degli Stati Uniti durante la Grande depressione e gli anni di Jim Crow e un'età adulta nella classe lavoratrice lo avevano reso emotivamente duro e lo avevano fatto spingere i suoi figli al successo nel mondo dello spettacolo.

### Tradimenti
Furono diverse le relazioni extraconiugali di Joseph, a causa delle quali la moglie Katherine più volte fu in procinto di chiedere il divorzio, per poi rinunciarvi sempre per il bene della famiglia, per l'immagine pubblica e per le sue credenze religiose. Da una di queste storie, quella con Cheryl Terrell, durata 23 anni, nacque anche una figlia, il 30 agosto 1974, Joh'Vonnie Jackson. La moglie tentò di divorziare ufficialmente la prima volta il 9 marzo 1973 e la seconda nel 1982. Negli ultimi anni Joseph si trasferì a Las Vegas lasciando Katherine nell'abitazione di Encino, California, con parte dei figli e dei nipoti. Nonostante la separazione di fatto, i due rimasero sempre legalmente sposati fino alla morte di Joe, nel 2018. La figlia di secondo letto Joh'Vonnie Jackson ha concesso alcune interviste e ha scritto un libro intitolato Bastard Child sui suoi rapporti con la famiglia Jackson.

## Filmografia parziale
- 1988 - Michael Jackson: The Legend Continues (documentario), diretto da Patrick T. Kelly
- 2002 - Diamonds from the Bantus, diretto da Raymond Polydoor
- 2003 - Michael Jackson's Private Home Movies (documentario), diretto da Brad Lachman
- 2011 - The Life of an Icon (documentario), diretto da Andrew Eastel
- 2012 - Joe Jackson: Making Michael (documentario), diretto da Johnny West
- 2016 - Michael Jackson's Journey from Motown to Off the Wall (documentario), diretto da Spike Lee

### Televisione
- 1976-1977 - The Jacksons (produttore esecutivo)
- 1994 - The Jackson Family Honors
- 2009-2010 - The Jacksons: A Family Dynasty
- 2009-2010 - Larry King Live
- 2010 - The Oprah Winfrey Show
- 2012 - Destination Fame (film TV), diretto da Paul DeAngelo e Ted A. Bohus
- 2013-2014 - Life with La Toya (ep. 1x07, 1x08, 2x02, 2x03, 2x10, 2x11, 2x12)
- 2015 - The Jacksons: Next Generation
- 2022 - Janet Jackson (docuserie) (ep. 1x04)

### Video musicali
- 1989 - 2300 Jackson Street (The Jacksons)

### Altro
Joe è stato interpretato da Lawrence Hilton-Jacobs nella miniserie TV The Jacksons: An American Dream (1992), da Frederic Tucker nel film biografico di VH1 Man in the Mirror: The Michael Jackson Story (2004) e da Richard Lawson in Michael Jackson: Searching for Neverland del 2017. Nel 2025 l'attore due volte candidato all'Oscar Colman Domingo interpreterà Joe Jackson nel film biografico sul figlio Michael Jackson che si intitolerà Michael.